# John Prior
John Prior war ein irischer Politiker und gehörte von 1924 bis 1927 dem Dáil Éireann, dem Unterhaus des irischen Parlaments an.
Prior wurde 1924 im Wahlkreis Cork West für die Cumann na nGaedheal in den 4. Dáil Éireann gewählt. Bei den nächsten Wahlen im Juni 1927 konnte er sein Mandat jedoch nicht verteidigen.